# Store Andst
 Store Andst er en lille by i Sydjylland med 805 indbyggere  (2024) beliggende i Andst Sogn, Vejen Kommune. Byen hører til Region Syddanmark og ligger mellem Vejen og Lunderskov.
Store Andst er vokset op omkring Andst Kirke, der ligger højt midt i byen. Mod vest afgrænses byen af skrænterne mod Gamst Søenge. En udløber af engarealet skyder sig som en dalsænkning ind midt gennem byen, som herved opdeles klart i en nordlig og sydlig halvdel.
Det er kommunens målsætning, at naturen både bevares og styrkes ved byens fortsatte udbygning[kilde mangler].
I byen findes bl.a. posthus, skole (Andst Skole med tilhørende idrætshal og SFO), stadion med klubhus, efterskole (St. Andst Efterskole), forsamlingshus, kirke, missionshus, børnehave, KFUM spejdernes hus. Store Andst har også sin egen avis, Andst Avisen som den bliver kaldt. Avisen har eksisteret siden 2003 og udkommer i Andst og omegn.
Andst er faktisk på en måde tre byer: den største er Store Andst, de andre er Andst Stationsby og Lille Andst.
Mod syd ligger Andst Stationsby, hvor den gamle stationsbygning ligger, som i dag er lukket og bliver brugt som bolig. Stationen lå mellem Lunderskov og Vejen på strækningen Fredericia-Esbjerg. I Andst Stationsby ligger det meste af sognets industri.

## Landskab
Landskabet ved Store Andst er skabt under sidste istid, Weichsel-istiden.
Gennem årtusinder har isen bevæget sig frem og tilbage som følge af varme
og kolde perioder. Under isen er der dels sket aflejringer af sten og jord moræne,
Her er Lyngbakkerne skabt. Dels har smeltevandsfloder skabt tunneldale.
I sådan en løber Andst Å.

## Historie
Trældiget, der måske er fra romersk jernalder,
ligger øst for byen og har været til at bemærke i landskabet langt op i historien.
Præsten i Andst indberettede i 1766 at
| „ | Der sees en opkastet Dige østen for store Andst By på den Mark, som man kan mærke at have været stor, og holder en lige Linje fra Sønden til Nord, Folk siger, om det ellers er at tro, at dens Begyndelse skal være en Mils Vej sønder på, og at den skal strække sig langt ind i Jylland Nord på, item at den i forrige Tider skal have været Grændseskjel mellem to Kongeriger. | “ |

Store Andst kendes tilbage til tidlig middelalder.[kilde mangler]
I 1682 bestod Store Andst af 12 gårde. Det samlede dyrkede areal udgjorde 571,7 tønder land skyldsat til 63,34 tønder hartkorn. Dyrkningsformen var græsmarksbrug med tægter.
Store Andst var gennem århundreder en fast station for de rejsende mellem Kolding og Ribe. I byen lå en rytterskole oprettet under Frederik 4. Rytterskoletavlen hænger nu ved hovedindgangen til Andst Skole.
Fra år 1841 – 1896 hørte Andst under Andst – Gesten Kommune, fra 1896 Andst Kommune.
I 1879 beskrives byen således: "Store-Andst med Kirke, Skole, Bolig for en praktiserende Læge, Veirmølle og Kjøbmandshandel".
Ved århundredeskiftet beskrives forholdene således: "Store-Andst (1150: Anstath, c. 1340: Ansteth), ved Landevejen, med Kirke, Præstegd. (flyttet hertil 1886 fra Gamst), Skoler, Missionshus (opf. 1897), Lægebolig, Sparekasse (opr. 1892; 31/3 1901 var Spar. Tilgodeh. 66,359 Kr., Rentef. 3 1/2-4 pCt., Reservef. 2734 Kr., Antal af Konti 322), Mølle, Andelsmejeri, Købmandshdl. og Kro samt, 1/6 Mil S. for Byen, Jærnbanehpl." Stationen lå for langt væk til at påvirke byudviklingen i byen.
I mellemkrigstiden og efter 2. verdenskrig udviste byen en svag udvikling: i 1921 havde den 292 indbyggere, i 1925 263, i 1930 305, i 1935 301, i 1940 262, i 1945 291, i 1950 305, i 1955 369, i 1960 381 indbyggere og i 1965 378 indbyggere. I 1930, da byen havde 305 indbyggere, var sammensætningen efter erhverv: 35 levede af landbrug, 97 af industri og håndværk, 19 af handel, 36 af transport, 24 af immateriel virksomhed, 29 af husgerning, 60 var ude af erhverv og 5 havde ikke angivet oplysninger. En savmølle og et mejeri udgjorde sammen med en skole grundlaget for byen.

### Efter kommunalformen 1970
Efter kommunalreformen i 1970 kom den ind under Vejen kommune.
Den 8. oktober 2011 bragte Andst øverst i nyhederne, da en eksplosionsbrand fandt sted på den tidligere kaserne. Ulykken kostede to mennesker livet og medførte skader på huse og bygninger i området omkring ulykkesstedet.
Politiet evakuerede borgere fra en sikkerhedszone på 400-500 meter omkring den sprængte bygning.
Den ene dræbte var en 42-årig mand fra Brørup.

### Historiske gadenavne
- Markdannersvej: Opkaldt efter Caspar Markdanner, som havde en særlig omsorg for Store Andst og kirken.
- Frederiksbergvej: Da Frederik den 2. var på vej til Ribe.
- Ryttervej: Opkaldt efter en gammel rytterplads, der lå på stedet.

## Befolkning
| 1976 | 1986 | 1996 | 2006 | 2007 | 2008 | 2009 | 2010 | 2011 | 2012 | 2013 | 2014 | 2015 | 2016 | 2017 |
| ---- | ---- | ---- | ---- | ---- | ---- | ---- | ---- | ---- | ---- | ---- | ---- | ---- | ---- | ---- |
| 474  | 642  | 658  | 657  | 698  | 710  | 729  | 707  | 719  | 714  | 727  | 733  | 733  | 779  | 819  |